# Zigeunerschneidmühle
Zigeunerschneidmühle ist ein Gemeindeteil des Marktes Marktrodach im Landkreis Kronach (Oberfranken, Bayern).

## Geographie
Der Einöde liegt an einem linken Seitenarm der Rodach. Ein Anliegerweg führt nach Zeyern (1 km südwestlich) bzw. zur Buchschneidmühle (1 km östlich).

## Geschichte
Gegen Ende des 18. Jahrhunderts gehörte Zigeunerschneidmühle zur Realgemeinde Zeyern. Das Hochgericht übte das bambergische Centamt Kronach aus. Das Seniorat von Redwitz war Grundherr der Schneidmühle.
Mit dem Gemeindeedikt wurde Zigeunerschneidmühle dem 1808 gebildeten Steuerdistrikt Zeyern und der 1818 gebildeten Ruralgemeinde Zeyern zugewiesen. Am 1. Mai 1978 wurde die Gemeinde Marktrodach gebildet, in die die ehemalige Gemeinde Zeyern eingegliedert wurde.

### Einwohnerentwicklung
| Jahr      | 001818 | 001861 | 001871 | 001885 | 001900 | 001925 | 001950 | 001961 | 001970 | 001987 |
| Einwohner |        | 9      | *      | *      | 4      | 4      | 4      | 2      | 0      | 0      |
| Häuser    | 1      |        |        | *      | 1      | 1      | 1      | 1      |        | 1      |
| Quelle    | [ 5 ]  | [ 7 ]  | [ 8 ]  | [ 9 ]  | [ 10 ] | [ 11 ] | [ 12 ] | [ 13 ] | [ 14 ] | [ 1 ]  |

## Religion
Der Ort ist römisch-katholisch geprägt und nach St. Leonhard (Zeyern) gepfarrt.